# Bahía del Encuentro

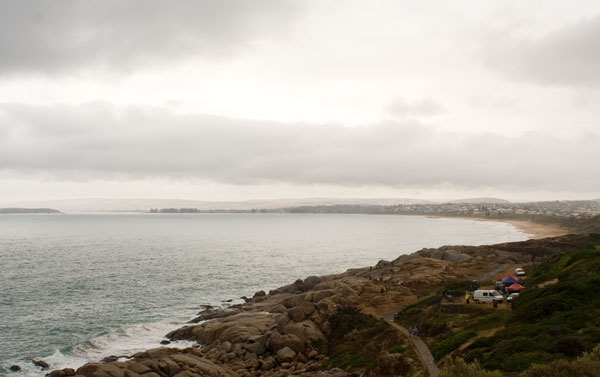
La bahía del Encuentro vista desde Port Elliot

La bahía del Encuentro (del inglés: Encounter Bay) es una amplia bahía localizada en la parte central de la costa meridional de Australia. Fue llamada así tras el encuentro que se produjo en ella en abril de 1802 entre el británico Matthew Flinders y el francés Nicolas Baudin (al frente de la expedición Baudin, 1800-04), que realizaban la cartografía de la costa australiana para sus respectivos países. El encuentro entre los dos científicos fue pacífico, aunque en aquel momento sus dos países estaban en guerra.
Tradicionalmente, tierra del clan de los Ramindjeri de los ngarrindjeri, la bahía es una amplia curva de la costa que se extiende desde cabo Jervis —el extremo occidental de la península de Fleurieu— hacia el este a lo largo de la costa sur de dicha península y continúa luego hacia el sureste, hasta el cabo Jaffa, una distancia de unos 180 km. Los principales asentamientos en la bahía son Victor Harbor, Port Elliot, Middleton, Goolwa y Kingston SE.
Los ríos Murray (2.530 km), Inman e Hindmarsh desaguan en la bahía, y un largo tramo de la costa sur de la Boca del Murray (Murray Mouth) bordea el Parque Nacional Coorong.